# 大营镇 (繁峙县)
大营镇，是中华人民共和国山西省忻州市繁峙县下辖的一个乡镇级行政单位。2021年5月，撤销柏家庄乡，整建制并入大营镇。以原柏家庄乡和原大营镇的行政区域为大营镇的行政区域。

## 行政区划
大营镇下辖以下地区：
涧头村、齐城村、迷廻村、杨庄村、新圐圙村、小店村、河南村、刘家窑村、鲁城村、马庄村、龙池河村、角耳安村、北洪水村、上台庄村、大营村、下台庄村、后所村、老泉头村、西三泉村、朴寨村、左所村、固庄村、固伏村、小庄村、南洪水村、东三泉村、腰站村、团城口村和神沟村。